# Избрижье
Избри́жье — деревня (ранее село) в Калининском районе Тверской области. Относится к Заволжскому сельскому поселению. До 2006 года входила в состав Большеборковского сельского округа.
Расположена к юго-западу от Твери, на левом берегу Волги (36 км вверх по Волге от Тверского речного вокзала), при впадении в неё реки Избрижка. Напротив, через Волгу — деревня Беседы.
В Советское время расположенная здесь пристань была конечным пунктом пригородных речных маршрутов, и таким образом Избрижье было местом начала регулярного судоходства на Волге.

## История
Предположительно, название Избрижье (Избрижи) от старого слова «избрести» — выпутаться из беды.
Избрижский могильник X—XII веков (Избрижье-1) известен находками большого количества украшений древнерусского костюма: застёжки-фибулы, браслеты, перстни, шейные гривны; украшений головного убора: браслетообразные височные кольца с завязанными концами, изготовленные из серебряной проволоки. Могильник был отнесён Ф. Х. Арслановой к культуре кривичей.
В 1875 году в селе была построена деревянная Покровская церковь, метрические книги с 1780 года.
В конце XIX — начале XX века село входило в состав Кумординской волости Тверского уезда Тверской губернии. 
С 1929 года деревня являлась центром Избрижского сельсовета Тверского района Тверского округа Московской области, с 1935 года — в составе Медновского района Калининской области, с 1956 года — в составе Калининского района, с 1994 года — в составе Большеборского сельского округа, с 2005 года — в составе Заволжского сельского поселения.
В 1997 году — 13 хозяйств, 22 жителя. В 2002 году — 14 жителей.

## Население
| 1859 | 1886 | 2002 | 2010 |
| ---- | ---- | ---- | ---- |
| 361  | ↗523 | ↘14  | ↗15  |